# 達比山 (斯科特海岸)
77°40′S 162°12′E / 77.667°S 162.200°E
達比山（英語：Mount Darby），是南極洲的山峰，位於維多利亞地的斯科特海岸，屬於阿斯加德山脈的一部分，海拔高度1,750米，由新西蘭地理委員會命名，現時由南極條約體系管理。